# 天山邪蒿属
天山邪蒿属（学名：Seselopsis）是伞形科下的一个属，为多年生草本植物。该属仅有天山邪蒿（Seselopsis tianschanicum）一种，分布于中亚。